# أيدا بيرس
أيدا بيرس (بالإسبانية: Aida Pierce)‏ هي مغنية وممثلة مكسيكية، ولدت في 15 أغسطس 1956 في أكابولكو في المكسيك.

## وصلات خارجية
- أيدا بيرس على موقع IMDb (الإنجليزية)
- أيدا بيرس على موقع قاعدة بيانات الفيلم (الإنجليزية)